# Італійська митрополія
Італійська митрополія (у 2005—2021 роках — Італійська і Мелітська митрополія; грец. Ἱερά Μητρόπολις Ἰταλίας, італ. Sacra Arcidiocesi Ortodossa d'Italia) — митрополія Константинопольського патріархату на території Італії та Сан-Марино. Єпархіальний центр — Венеція. Правлячий архієрей — митрополит Полікарп (Ставропулос) (з 14 січня 2021 року).

## Історія

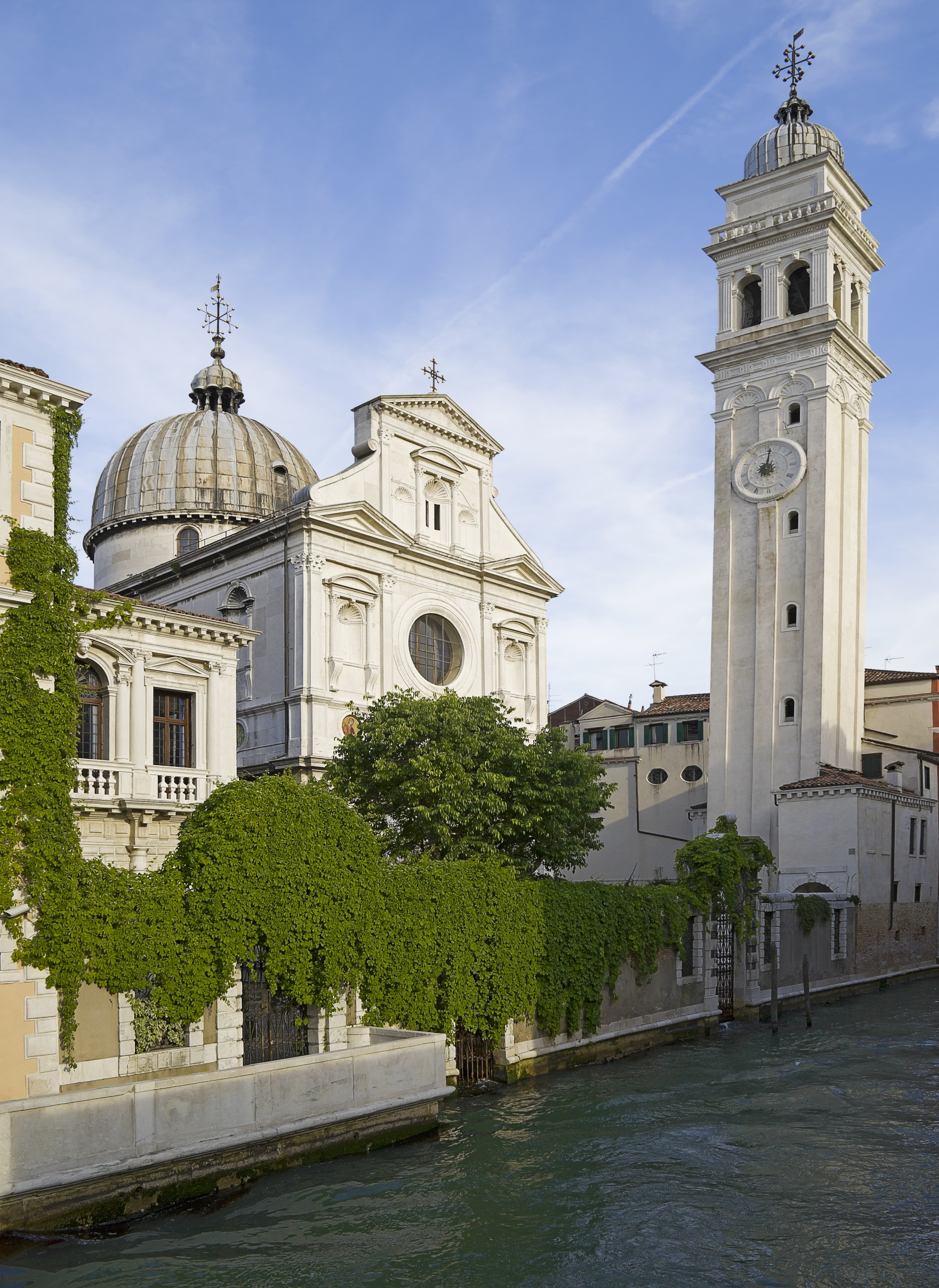
Собор Святого Георгія Греків у Венеції

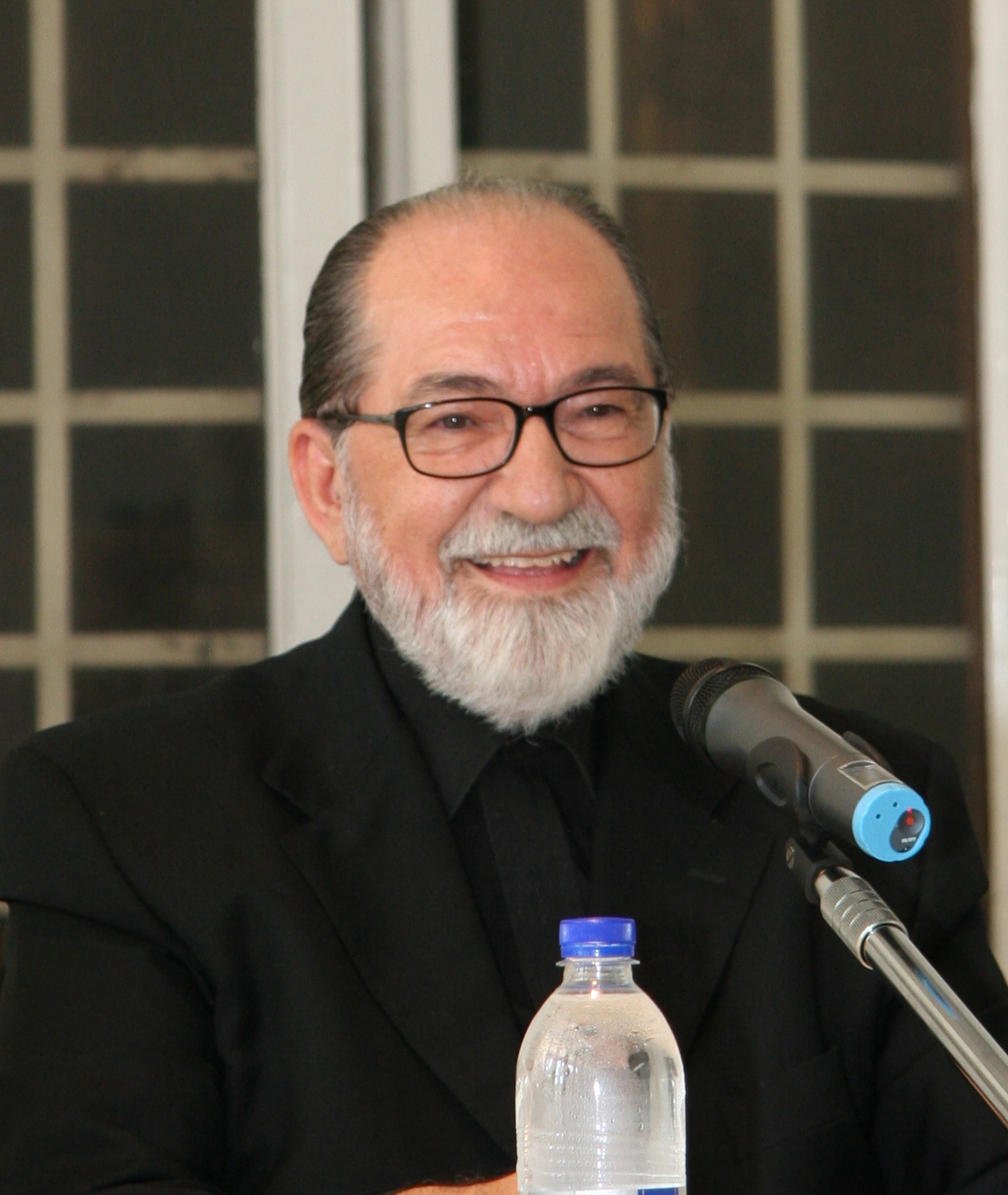
Митрополит Геннадій (Зервос)

Після падіння Західної Римської імперії багато районів Італії залишалися під контролем Східної Римської імперії (Візантійська імперія) до завоювання Лонгобарду та Норману в XI столітті. У 1054 р. Велика схизма розділила латинську та східні церкви. Православних єпископів замінили латинські єпископи, а багато православних церков, монастирів, монастирів і монастирів були придушені або знищені.  До 1200 р. цей поділ був фактично реалізований в Італії шляхом поступового призначення Лонгобардським та Нормандським королями латинських єпископів.
Італо-візантійський монастир Святої Марії з Гроттаферрати, що знаходиться в 20 кілометрах на південь від Риму, був заснований святим Нілом Молодшим у 1004 році п'ятдесят років до поділу між латинською та православною церквою і донині залишається анклав візантійської традиції під римською юрисдикцією. Прихід албанських та грецьких православних біженців до Південної Італії через османські завоювання в другій половині 1500-х років сприяв короткому відродженню православ'я та грецької культури. Незабаром новоприбулі були асимільовані до католицької церкви, зберігши візантійський обряд і частину їх автономії в складі італо-албанської католицької церкви східного обряду.
Після падіння Константинополя багато греків шукали притулку в Італії, і Константинопольський Вселенський патріархат призначив ряд митрополитів, які проживали у Венеції з 1537 по 1797 рік. Але лише в 1539 році грецькій громаді Венеції було дозволено розпочати будівництво церкви Сан-Джорджо-ді-Гречі, яка досі стоїть у центрі міста на каналі, відомому як Ріо-дель-Гречі. Церква була завершена в 1573 році і є найстарішою з церков грецької діаспори в Західній Європі.
У 1557 році грецька громада Венеції призначила настоятелем церкви єпископа Зантійського і Кефалонійського Пахомія, але він керував не більше року. У 1577 році. У Венеції проживав грецький православний архієпископ, який був визнаний релігійним главою грецької православної громади у Венеції, хоча з титулом архієпископа Філадельфійський.
З часів Наполеона до 1922 р. Православні громади в Італії залишалися неорганізованими та залежними від відвідування священиків та єпископів. З 1991 року греко-православні підпорядковуються Православній архиєпархії Італії актом Священного Синоду Константинопольської Церкви (Вселенського патріархату). Константинопольський Вселенський патріархат реорганізував православні церкви в Італії: спочатку в складі архієпархії Фіатіри та Великої Британії (1922—1963), потім під у складі Австрійської митрополії (1963—1991) і, нарешті, в складі новоствореної Італійської митрополії з кафедрою у Венеції.
Церква Святого Георгія у Валлетті на Мальті була заснована грецькими поселенцями в 1816 році.
Італійська митрополія КПЦ була створена 5 листопада 1991 року шляхом виділення з Австрійської митрополії. 20 квітня 2005 року під юрисдикцію митрополії з Фіатірської і Великобританської архієпархія передані парафії на Мальті, митрополія стала називатися Італійською і Мелітською (від назви давньогрецького міста Меліта на території сучасної Мальти). У 2021 році Мальта виділена в окремий екзархат і митрополія знову стала називатися Італійською.
Правлячий архієрей має титул митрополит Італійський, іпертим і екзарх всієї Південної Європи.

## Очільники єпархії
- Спиридон (Папагеоргіу) (1991—1996)
- Геннадій (Зервос) (1996—2020)
- Полікарп (Ставропулос) (з 2021)